# Gençay

Gençay este o comună în departamentul Vienne, Franța. În 2009 avea o populație de 1,804 de locuitori.